# 1937

## الأحداث
- 17 مارس: تأسس النادي الأهلي السعودي في جدة.
- 8 مايو: تأسس نادي الوداد الرياضي في المغرب.
- تأسيس مدينة سيتابور [الإنجليزية] وتقع حاليا في الهند.
- تأسيس مدينة مولبولولا [الإنجليزية] وتقع حاليا في بوتسوانا.
- 11 يوليو: تأسيس مدينة بلدية أندرادينا وتقع حاليا في البرازيل.
- 25 يونيو : زلزال يضرب المكسيك ويخلف 34 قتيلا.
- بداية الحرب اليابانية الصينية الثانية في 7 يوليو 1937 والتي انتهت في 9 سبتمبر 1945.
- 17 يناير فرانكلين ديلانو روزفلت يزور بريطانيا ليتناقش عن الأزمة المالية.
- 24 يناير فرنسا تقطع علاقاتها مع إيطاليا واليابان.
- 4 فبراير الاتحاد السوفيتي يصنع أول طائرة نفاثة في العالم.
- 17 فبراير مصر تعقد مؤتمر في القاهرة باشتراك إمارة شرق الأردن وفلسطين والسودان والسعودية واليمن والعراق.
- 17 مارس تركيا تعلن بأن اليابان ستستولى على الصين.
- 23 مارس ألمانيا النازية تنشئ جيش يقدر عدده أربع ملايين جندي.
- 8 أبريل أنشأت جريدة المدينة في المملكة العربية السعودية وكان أول رئيس تحرير لها أمين مدني .
- 28 أغسطس: تأسيس شركة تويوتا في اليابان.
- 7 يوليو - بداية الحرب العالمية الثانية في آسيا.

## مواليد
- أحمد الشريعان
- أحمد الهوان
- أسعد علي
- أفرام هيرشكو
- أنتوني هوبكنز
- أنسي الحاج
- أنطوان ريمي
- أوتو بفيستر
- أولوسيجون أوباسانجو
- أولي سورينسن
- إبراهيم أبو العيش
- إبراهيم المصري
- إبراهيم باباي
- إبراهيم منير
- إتيان صقر
- إد باريش ساندرز
- إريك ريبيك
- إسماعيل عاشور
- إيتالو غالبياتي
- إيريك سيغال
- إيلي عمير
- إيمري راب
- إيميريخ جيني
- الجيلالي مهري
- الحبيب بلال
- الزناتى إمحمد الزناتي
- الصادق النيهوم
- الكسندر تزونيس
- الملكة باولا من بلجيكا
- ايكون كرينز
- برايان مارسدن
- بنت الهدى
- بوب كامبل
- بوبي تشارلتون
- بونغ نانغ فوراشيث
- بيل كوسبي
- بيلي دي ويليامز
- بين وولمار
- تران دوك لوون
- جاك نيكلسون
- جميل عازر
- جميل عواد
- جنيفياف كلانسي
- جورج سويج
- جوزيف استرادا
- جون هيوم
- جين فوندا
- حسن الحسيني الشيرازي
- حسن شريف
- حسن نصر
- حلمي بكر
- حميدة قطب
- خلف الخلف
- خالد أبو خالد
- خالد النفيسي
- خالد سعود الزيد
- خيرية أحمد
- داري ساري صبري
- دانييل مكفادين
- دراغوسلاف سيكولاراك
- دستين هوفمان
- دينيس باباس
- رافاييل مونيو
- رشاد الهونى
- رفعت الأسد
- روبرت توبلر
- روبرت ريتشاردسون
- روبرت غالو
- روبرت كريبن
- روبرت لوكاس جونيور
- روبرت هوبر
- روبن وارن
- روبيا باندا
- روزماري سعيد زهلان
- رولد هوفمان
- ريتا زوسموت
- ريتشارد مولر نيلسون
- ريدلي سكوت
- رينزو بيانو
- ريوتارو هاشيموتو
- زاهد قدسي
- سيغريد برونك
- سالم صباح السالم الصباح
- سمير غانم
- سهير الباروني
- سيد أحمد غزالي
- سيد دسوقي
- سيميون الثاني من بلغاريا
- صافي ناز كاظم
- صبري البنا
- صدام حسين
- صنع الله إبراهيم
- عاصم قانصوه
- عبد الأمير الجمري
- عبده محمد المخلافي
- عبد الباقي الهرماسي
- عبد الحميد الطيار
- عبد الحميد الغزالي
- عبد العزيز الهزاع
- عبد العزيز بوتفليقة
- عبد العزيز حمودة
- عبد القادر ياسين
- عبد الله علوش
- عبد الملك السعدي
- عبد المنعم عمارة
- عصام فارس
- عبد الله الشرهان
- علي السحيمات
- علي المدفع
- عيسى أحمد قاسم
- غاليمزيان خوساينوف
- غوردون بانكس
- غيفي تشوخيلي
- غينادي غوساروف
- فرج عبد القادر طه
- فرهاد فخر الديني
- فلاديمير دركوفيتش
- فلاديمير غلوتوف
- فهمي هويدي
- فواز شرف
- فيكتور بونيديلنك
- كارل بيرتيلسن
- كولن باول
- كيزو أوبوتشي
- لميعة توفيق
- لوتشانو مودجي
- مأمون عبد القيوم
- مائدة نزهت
- ماثيو كارتر
- مارتي أهتيسآري
- ماريو كابيكي
- مانوج كومار
- مبارك فالح راعي الفحماء
- محسن عبد الحميد
- محمد البساطي
- محمد الخلفي
- محمد اليازغي
- محمد بن عيسى
- محمد حسين عيسى
- محمد داود عودة
- محمد محجوب الدوري
- محمد نصير
- محمد نوح
- محمد هيثم الخياط
- مصطفى المعداوي
- مصطفى رمزي
- مصطفى عمر التير
- مطلق الثبيتي
- ممدوح الليثي
- منغستو هيلا ميريام
- مهدي كروبي
- موسى زغيب
- ميشيل ستيفينارد
- ميكال ميسخي
- ميلوتن سوسكيتش
- ناجي العلي
- نادية لطفي
- نصر فريد واصل
- نواف الأحمد الجابر الصباح
- نور الدين زرهوني
- هارالد الخامس
- هند أبي اللمع
- هيلغ يورغنسون
- وارن بيتي
- ويلف ماكغوينس
- يورغن راسمونسن
- يوسف الصانعي
- يوشيرو موري

### يناير
- 6 يناير - أندروود دودلي، رياضياتي أمريكي.
- 13 يناير - جون تورتل، طبيب أسترالي.
- 26 يناير - خالد النفيسي، ممثل كويتي.

### مارس
- 25 مارس - هيديكاتسو شيباتا، ممثل أداء صوتي ياباني.

### مايو
- 15 مايو - مادلين أولبرايت، أول وزيرة للخارجية بالولايات المتحدة الأمريكية.

ماجد بن عبد العزيز آل سعود

### يونيو
- 4 يونيو - بروس ولز، لاعب رغبي أسترالي.

### أغسطس
- 26 أغسطس - كينجي أتسمي، ممثل أداء صوتي ياباني.

### ديسمبر
- 7 ديسمبر - سعيد أحمد إسماعيل الجناحي، كاتب صحافي وأديب الجمهورية اليمنية.

## وفيات
- حسن بديع

### ديسمبر
- 23 ديسمبر - عثمان نوري هادزيتش، كاتب بوسني.

## نال جائزة نوبل
- في الفيزياء – مناصفة بين الأمريكي كلنتون دافيسون والبريطاني جورج باغيت طومسون.
- في الكيمياء – مناصفة بين البريطاني ولتر هاوارث والسويسري بول كارير.
- في الطب – المجري ألبرت ناجيرابولت.
- في الأدب – الفرنسي روجه مارتين دو غار.
- في السلام – البريطاني روبرت سيسيل.